# تخفيض الاختطار النسبي

مجموعةٌ مُعرضةٌ للعلاج (يسارًا) تواجه خطر آثارٍ جانبية (اللون الأسود) بانخفاضٍ 50% (RRR = 0.5)، وذلك مقارنةً مع مجموعةٍ غير مُعرضة (يمينًا).

في علم الوبائيات، تخفيض الاختطار النسبي (بالإنجليزية: relative risk reduction)‏ (اختصارًا RRR) أو الفعالية  (بالإنجليزية: efficacy)‏، وهي الانخفاض النسبي في خطر حدوث حدثٍ ضارٍ في المجموعة المُعرضة مقارنةً بالمجموعة غير المعرضة للخطر. تُحسب عبر {\displaystyle (I_{u}-I_{e})/I_{u}}، حيثُ {\displaystyle I_{e}} هي نسبة الحدوث في المجموعة المُعرضة، {\displaystyle I_{u}} هي نسبة الحدوث في المجموعة غير المُعرضة. يُستعمل مصطلح ارتفاع الاختطار النسبي (اختصارًا RRI) إذا كان هناك زيادة في خطر حدوث حدثٍ ضار في المجموعة المعرضة بدلًا من الانخفاض، ويُحسب عبر {\displaystyle (I_{e}-I_{u})/I_{u}}. إذا لم يُفترض اتجاه التغير في المخاطرة، يُمكن استعمال مُصطلح فسيتم استخدام المصطلح التأثير النسبي، وحسابه باستعمال {\displaystyle (I_{e}-I_{u})/I_{u}}.